# Tokaji
Tokaji (ungarsk: fra Tokaj) eller Tokaj er navnet på vine fra Tokaj-vinområdet (også kaldet Tokaj-Hegyalja vinområdet eller Tokaj-Hegyalja) i Ungarn og Tokaj-vinområdet i Slovakiet, som ligger ved siden af. Denne region er kendt for sine dessertvine der fremstilles af druer som påvirkes af den godartede grå svampevækst ædelråd. Denne type vin har en lang tradition i området. "Nektaren" fra druerne i Tokajien bliver nævnt i Ungarns nationalsang.
Det slovakiske område Tokaj kan skrive Tokajský/-á/-é på deres flasker ("fra Tokaj" på Slovakisk) hvis de benytte de ungarske retningslinjer for kvalitetskontrol. Dette område var tidligere en del af den større Tokaj-Hegyalja region, der lå i Kongeriget Ungarn, men som blev delt op mellem Ungarn og Tjekkoslovakiet efter Trianon-traktaten i 1920.

## Refrencer
1. ↑  "Tokay". Encyclopædia Britannica. Encyclopædia Britannica, Inc. 2008. Hentet 2008-08-16.
2. 1 2  "A névért perelnék az uniót a tokaji gazdák". Népszabadság (ungarsk). 2008-08-02. Hentet 2008-09-21.

| Mad og drikke | Spire Denne artikel om mad og drikke er en spire som bør udbygges. Du er velkommen til at hjælpe Wikipedia ved at udvide den. |